# Teeth Is Money
Teeth Is Money (sous-titré À pleines dents) est un film d'animation belge de Jean Delire et Eddy Ryssack tourné en 1962.

## Synopsis
Le propriétaire d'une marque de pâte dentifrice en Amérique habite un prétentieux palais et chaque jour une luxueuse limousine le conduit au siège de la société qui offre un aspect tout aussi prétentieux. Dans son bureau défilent secrétaires et comptables.